# Cecil Kellaway
Cecil Lauriston Kellaway (22 de agosto de 1890 – 28 de fevereiro de 1973) foi um ator sul-africano naturalizado britânico.
Sepultado no Westwood Village Memorial Park Cemetery.